# Alma und Oskar
Alma und Oskar, auch Alma & Oskar, ist ein Spielfilm aus dem Jahr 2022 von Dieter Berner mit Emily Cox als Alma Mahler und Valentin Postlmayr als Oskar Kokoschka.

## Handlung
Wien 1912: Nach dem Tod von Gustav Mahler ist Alma Mahler eine wohlhabende Frau, die feine Wiener Gesellschaft liegt der jungen Witwe zu Füßen. Doch Alma verabscheut die Konventionen. Ihr Interesse gilt dem Enfant terrible der Kunstszene, dem jungen Maler Oskar Kokoschka. Was von ihr als kurzes Abenteuer gedacht war, wird schnell zu einer leidenschaftlichen Hass-Liebe. Oskar sieht in Alma seine Muse, was aber mehr seiner männlichen Fantasie entspricht als ihrer tatsächlichen Rolle. Denn Alma ist selbst Künstlerin: sie ist Komponistin, was in der damaligen Zeit für eine Frau ein schwieriges Unterfangen ist. Es entwickelt sich ein Spiel um Abhängigkeit und Macht, das die beiden an den Rand der Selbstzerstörung bringt.

## Produktion und Hintergrund
Die Dreharbeiten fanden an 33 Drehtagen vom 14. Juni bis zum 10. August 2021 in Wien, Niederösterreich, Prag, Schleswig-Holstein und in der Schweiz statt. Drehort war unter anderem das Industrieviertel Walzmühle in Frauenfeld im Kanton Thurgau.
Produziert wurde der Film von der österreichischen Film AG Produktions GmbH (Produzenten Johanna Scherz und Alexander Glehr), in Koproduktion mit der Schweizer Turnus Film (Produzenten Anita Wasser und Michael Steiger), der deutschen Wüste Film (Produzent Stefan Schubert) und der tschechischen Dawson Film/Dawson Productions (Produzenten Monika und Vlasta Kristl).
Unterstützt wurde die Produktion vom Österreichischen Filminstitut, von FISA Filmstandort Austria, vom Land Niederösterreich und vom Filmfonds Wien, der MOIN Filmförderung Hamburg Schleswig-Holstein, dem Schweizer Bundesamt für Kultur, der Zürcher Filmstiftung, dem Tschechischen Filmfonds und dem Filmfonds Prag. Beteiligt waren der Österreichische Rundfunk, das ZDF, das Schweizer Radio und Fernsehen, SRG SSR und Blue+.
Die Kamera führte Jakub Bejnarowicz, die Montage verantworteten Britta Nahler und Christoph Brunner und das Casting Rita Waszilovics. Das Kostümbild gestaltete Katarína Štrbová-Bieliková, das Szenenbild Su Erdt, den Ton Patrick Storck, Tom Herdman, Felix Roggel und Richard Borowski und das Maskenbild Marc Hollenstein.

## Veröffentlichung
Premiere war im November 2022 am International Film Festival of India, in der Schweiz wurde der Film im Januar 2023 auf den Solothurner Filmtagen gezeigt. Ende März 2023 wurde der Film auf der Diagonale in Graz vorgestellt.
Ende Juni 2023 wurde der Film auf dem Filmfest München gezeigt. Der deutsche Kinostart war am 6. Juli 2023.
ORF-Erstausstrahlung war am 8. Dezember 2024.

## Rezeption

### Kritiken
Oliver Armknecht vergab auf film-rezensionen.de vier von zehn Punkten, der Film wolle eine Amour Fou zwischen einer Künstler-Witwe und einem umstrittenen Maler sein. Stattdessen habe das mehr von einem Kindergarten, gefüllt mit unsympathischen und zugleich schrecklich langweiligen Figuren. Dann und wann sei da ein interessantes Thema zu finden, wenn das Wien des frühen 20. Jahrhunderts kennengelernt wird. Viel daraus gemacht werde aber nicht.
Gebhard Hölzl schreibt dagegen auf in-muenchen.de, der Film fange mit viel Gespür Lokal- und Zeitkolorit ein, und hebt insbesondere Ausstattung, Kostümbild und die Kameraarbeit lobend hervor.
Lida Bach meinte auf riecks-filmkritiken.de, dass Berners freizügiges Doppelporträt eine blasse Bestätigung der Klischees und Konventionen sei, mit denen vermeintlich gebrochen werden soll. Das konstruierte Kostümkino sei mehr Fiktion als Fakt, die historische Hauptfigur werde auf den Part der kalkuliert koketten Künstlergespielin reduziert. Das Interessanteste sei die zeitweise diskutierte Besetzung Vicky Krieps in der Teil-Titelrolle.
Andreas Öttl befand auf drehpunktkultur.at, dass die Inszenierung zumeist bieder und wenig originell bliebe. Es fehle die große Leidenschaft, wirklich nahe komme man den Figuren nicht. Auch in seiner Betrachtung des gesellschaftspolitischen Hintergrunds und der Rolle der Frau in der Gesellschaft gehe der Film nicht in die Tiefe. Der Film funktioniere als ein von der Hauptdarstellerin gut gespieltes Porträt. Von der Masse der handwerklich soliden, schön anzusehenden aber wenig spannenden biographischen Filme hebe sich dieser aber nicht ab.
Axel Purr schreibt auf artechock, dass Berger und Berner bei ihrer filmischen Adaption der Romanvorlage mit einer ähnlich akribisch genauen Hinwendung vorgingen, wie schon in ihrem gemeinsamen Film Egon Schiele (2016). Das führe seiner Meinung dazu, dass die Inszenierung ein wenig konventionell wirke, doch das hervorragende Ensemble um Emily Cox und Valentin Postlmayr als Alma und Oskar ließe das schnell vergessen.
In TV-Media vom 26. März 2023 heißt es, dass Emily Cox in ihrer Gelassenheit im Umgang mit bedeutenden Männern eine souveräne Alma gibt, die sich nimmt, was sie möchte, und dass Valentin Postlmayr eine Idealbesetzung als Kokoschka sei, der in seiner jugendlichen Begeisterung genauso berühre wie in seinem Wahn mit der Alma-Puppe. Weiters heißt es, der Film sei zwar konventionell gemacht aber atmosphärisch gelungen.

### Kinobesucher
Mit insgesamt 21.433 Kinobesuchern lag der Film auf Platz 9 der österreichischen Produktionen des Kinojahres 2023.

## Auszeichnungen und Nominierungen
Österreichischer Filmpreis 2024
- Nominierung in der Kategorie Beste weibliche Hauptrolle (Emily Cox)[21]
- Nominierung in der Kategorie Beste männliche Hauptrolle (Valentin Postlmayr)